# Federatief Joods Nederland
Federatief Joods Nederland (FJN) is een op 28 oktober 1996 opgericht kerkgenootschap met als statutair doel het belijden van het jodendom conform de godsdienstwetten (de 'halacha'), met name gebaseerd op het werk van Jozef Karo. Daarnaast heeft FJN tot doel het behartigen van de belangen van joden in Nederland of joodse Nederlanders, waaronder de nagedachtenis van joodse overledenen, in het bijzonder of als gevolg van de Holocaust. De oprichter en voorzitter van FJN is Herman Loonstein.
Van verschillende kanten is kritiek geuit op deze organisatie. Het woord 'federatie' maakt de indruk dat het zou gaan om een brede organisatie. Het aantal leden van deze federatie is echter gering en het bestuur zou volgens Raoul Heertje vrijwel uitsluitend bestaan uit Loonstein en enkele familieleden. Ook Ronny Naftaniel van het CIDI sprak met betrekking tot het FJN van een "eenmansclub". Loonstein zei in augustus 2014 in een interview desgevraagd dat het bestuur van FJN behalve hem uit nog vijf personen bestond, en dat deze geen familie van hem waren. Wie die bestuursleden zijn, wil hij echter niet zeggen. Het ledental van de organisatie zou volgens Loonstein rond de duizend zijn. Opvallend is dat het FJN niet staat ingeschreven in de Kamer van Koophandel en ook geen eigen website heeft. Wel heeft FJN een actief account op Twitter.

## Slapende Joodse banktegoeden
Federatief Joods Nederland houdt zich sinds 2007 bezig met de Joodse banktegoeden die tijdens de Tweede Wereldoorlog op rekeningen stonden bij de Gemeentegiro Amsterdam. De organisatie stelde aan de orde dat de Gemeentegiro niet had deelgenomen aan het Rechtsherstel in 2001 na verschijning van het rapport van de Commissie Scholten. Deze commissie deed onderzoek naar de roof van Joodse bezittingen in de oorlog, hetgeen resulteerde in terugbetaling van banktegoeden aan de rechthebbenden. De Gemeentegiro had aan de commissie Scholten laten weten dat geen inzage kon worden gegeven in haar archief omdat dit niet op orde zou zijn. Volgens Federatief Joods Nederland zouden de nog steeds 'slapende Joodse tegoeden' bij de Gemeentegiro ten minste tientallen miljoenen behelzen en zou er onderzoek moeten worden gedaan naar de banktegoeden. Gestreefd zou moeten worden naar de uitbetaling ervan aan de rechthebbenden. In juli 2013 liet de Amsterdamse burgemeester Eberhard van der Laan aan FJN weten dat een onderzoek zou worden ingesteld.
De uitkomst daarvan werd in december 2013 bekendgemaakt. Volgens het rapport had de Gemeentegiro (vrijwel) volledig gehoor gegeven aan de zogenaamde LiRo-verordeningen uit 1941 en 1942, en waren (vrijwel) alle Joodse rekeningen overgebracht naar de Bank Lippmann, Rosenthal & Co. Het totaal aan niet-opgevraagde tegoeden over de jaren 1940-1949 bleek – opgerent naar 2014 – € 51.078,20 te bedragen.
In mei 2014 werd aan het College van B&W – ervan uitgaand dat het merendeel van de niet-opgevraagde tegoeden afkomstig was van Joodse rekeninghouders – voorgesteld dit bedrag in overleg met Joodse organisaties aan een of meer goed(e) doel(en) ter beschikking te stellen. Tevens zou de gemeente voorzien in de oprichting van een stichting die eventuele individuele claims van (nabestaanden van) rechthebbenden zou beoordelen.

## Aangiften
Loonstein deed namens FJN een aantal malen aangifte wegens door hem als grievend en/of antisemitisch betitelde uitlatingen en gebeurtenissen. Deze leidden echter nooit tot een rechtszaak. Zo deed hij in 2002 aangifte tegen Gretta Duisenberg, in 2012 tegen Dries van Agt en in 2013 tegen de Totalitarian Art Gallery. Bij die gelegenheid deed hij tevens aangifte tegen verschillende websites, waaronder Wikipedia.

## Herdenking gesneuvelde Duitse soldaten
Het FJN kwam in mei 2012 in de publiciteit toen zij bezwaar maakte tegen de herdenking van gesneuvelde Duitse soldaten in Vorden tijdens de Nationale Dodenherdenking. Een tegen de gemeente Bronckhorst aangespannen kort geding om een tocht langs graven van gevallen Duitse soldaten op 4 mei 2012 te laten verbieden, werd in eerste instantie door de kortgedingrechter toegewezen. De gemeentelijk vertegenwoordigers werd verboden na de herdenking mee te lopen langs graven van Duitse soldaten; de inwoners werd echter wel toegestaan op de door hen gekozen wijze de herdenking te laten plaatsvinden en hierna langs Duitse graven te lopen. In hoger beroep stelde het Gerechtshof Arnhem-Leeuwarden de gemeente in het gelijk.